# Fenaquita
Fenaquita é um mineral da família dos silicatos, subclasse nesossilicatos, contendo berílio. Sua fórmula é Be2SiO4. 
O nome é derivado do grego "phenakos" que significa "mentiroso", pois o seu aspecto transparente, brilhante com tons de amarelo, rosa ou roxo fazem-nas parecer diamantes.
Seus cristais apresentam sistema cristalino trigonal. E transparente a semitranslúcido, brilho vítreo, incolor ou tons de amarelo, rosa, roxo ou vinho, com raias de cor branca.
O mineral apresenta dureza 7,5 - 8,0 e densidade 3 g|cm3.
Ocasionalmente é usada como pedra preciosa.